# Winterberg

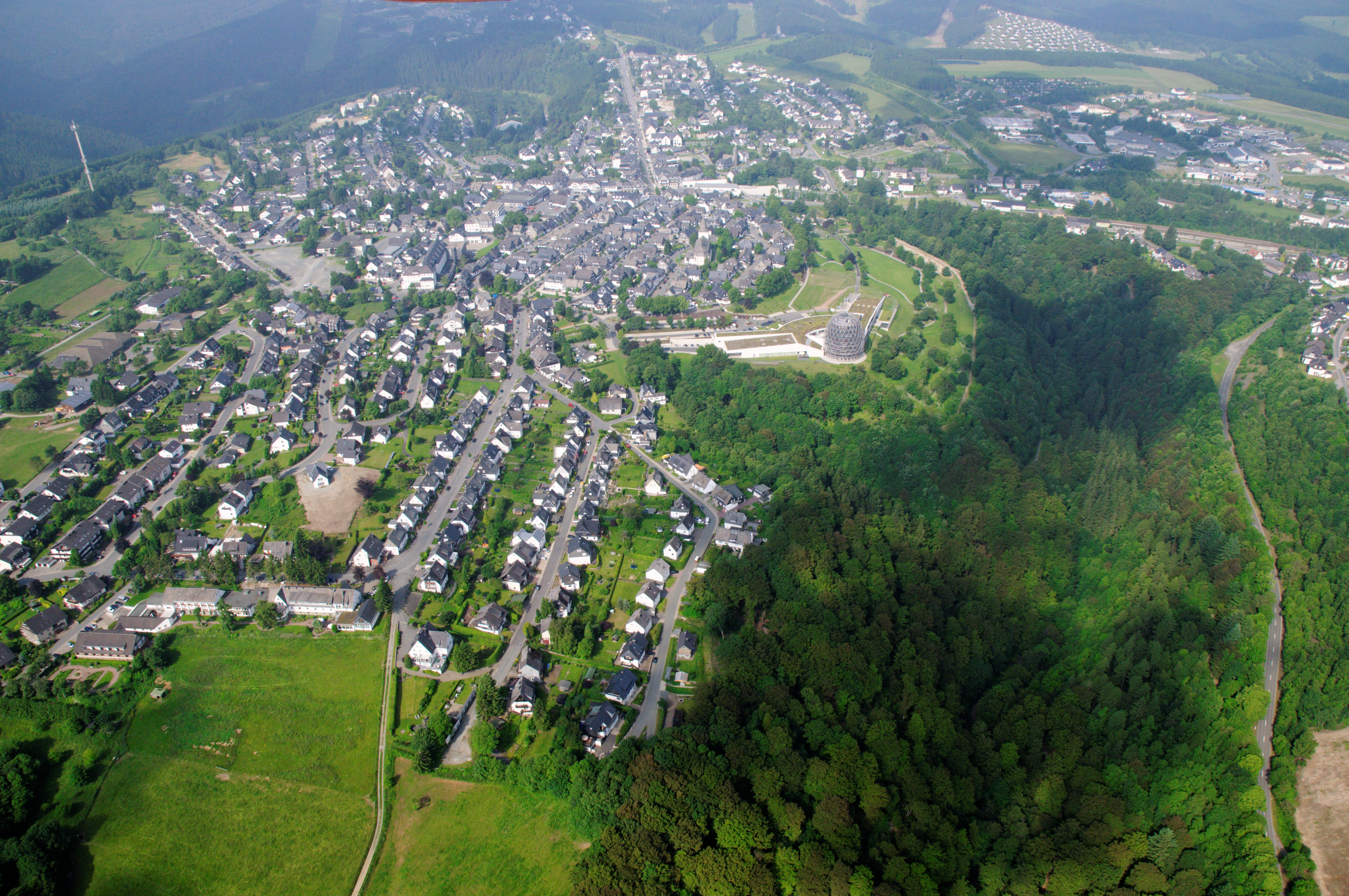
Winterberg

Winterberg è una città di 12 427 abitanti della Renania Settentrionale-Vestfalia, in Germania.
Appartiene al distretto governativo (Regierungsbezirk) di Arnsberg ed è capoluogo del circondario dell'Alto Sauerland.
Vi ha sede la Bobbahn Winterberg (dal 2015 denominata Veltins-Eisarena), il tracciato di bob, slittino e skeleton che dal 1986 è sede abituale delle più importanti competizioni internazionali degli sport della slitta.